# Phidippus lynceus
Phidippus lynceus là một loài nhện trong họ Salticidae.
Loài này thuộc chi Phidippus. Phidippus lynceus được Edwards miêu tả năm 2004.